# Fabio Celestini
Fabio Celestini (Lausana, 31 d'octubre de 1975) és un jugador de futbol suís d'origen italià. Mesurant 183 cm i pesant 76 kg, jugà al lloc de centrecampista defensiu. Actualment exerceix com a entrenador.
Ha participat en l'Euro 2004 amb Suïssa. Al final d'aquesta competició, es retira del futbol internacional però torna al combinat nacional el 2007 per prendre una part en l'Euro 2008 que es disputà a Suïssa. El 13 de maig de 2008, Celestini ja no formà part de la llista dels jugadors seleccionats per a l'Euro.
Després d'haver estat format al club de la seva ciutat natal, el FC Lausanne-Sport, arriba el 2000 a França, al Troyes. Després de dues bones temporades, segueix Alain Perrin que ho imposa com un pilar del seu nou equip, el mític Olímpic de Marsella. Malgrat la qualificació en Lliga dels Campions, Perrin és desembarcat el gener de 2004 i José Anigo no confia en ell tant. Es va llavors de l'Olympique i recala en el segon club de València, el Llevant UE. Després d'una temporada, arriba al Getafe CF on juga des de l'estiu 2005 fins al 2010.

## Clubs successius
- 1995-00 : FC Lausanne-Sport (127 partits, 23 gols)
- 2000-02 : Troyes AC (50 partits, 2 gols)
- 2002-04 : Olympique de Marsella (77 partits, 1 gol)
- 2004-05 : Llevant UE (25 partits, 1 gol)
- 2005-10 : Getafe CF (121 partits, 1 gol)
- 2010: FC Lausanne-Sport

## Palmarès
- Finalista de la Copa UEFA el 2004 amb l'Olympique de Marsella
- Finalista de la Copa d'Espanya en 2007 i 2008 amb el Getafe.

## Fundació 442
Pronunciat four-four-two, aquesta fundació té per a objectiu principal fer del futbol un motor de la integració social dels joves i un enllaç entre ells. Fabio Celestini n'és el creador. La primera presentació fou un partit en l'Estadi de Ginebra amb com a participant dels jugadors tals com Eric Cantona, Basile Boli, Stéphane Chapuisat entre d'altres.